# 楊炳勳
楊炳勳（?—?），貴州省平越直隸州人，清政治人物、進士出身。
光緒三年（1877年）丁丑科進士，二甲六十三名；光绪三年五月，分部學習；后官刑部主事。